# Jachranka

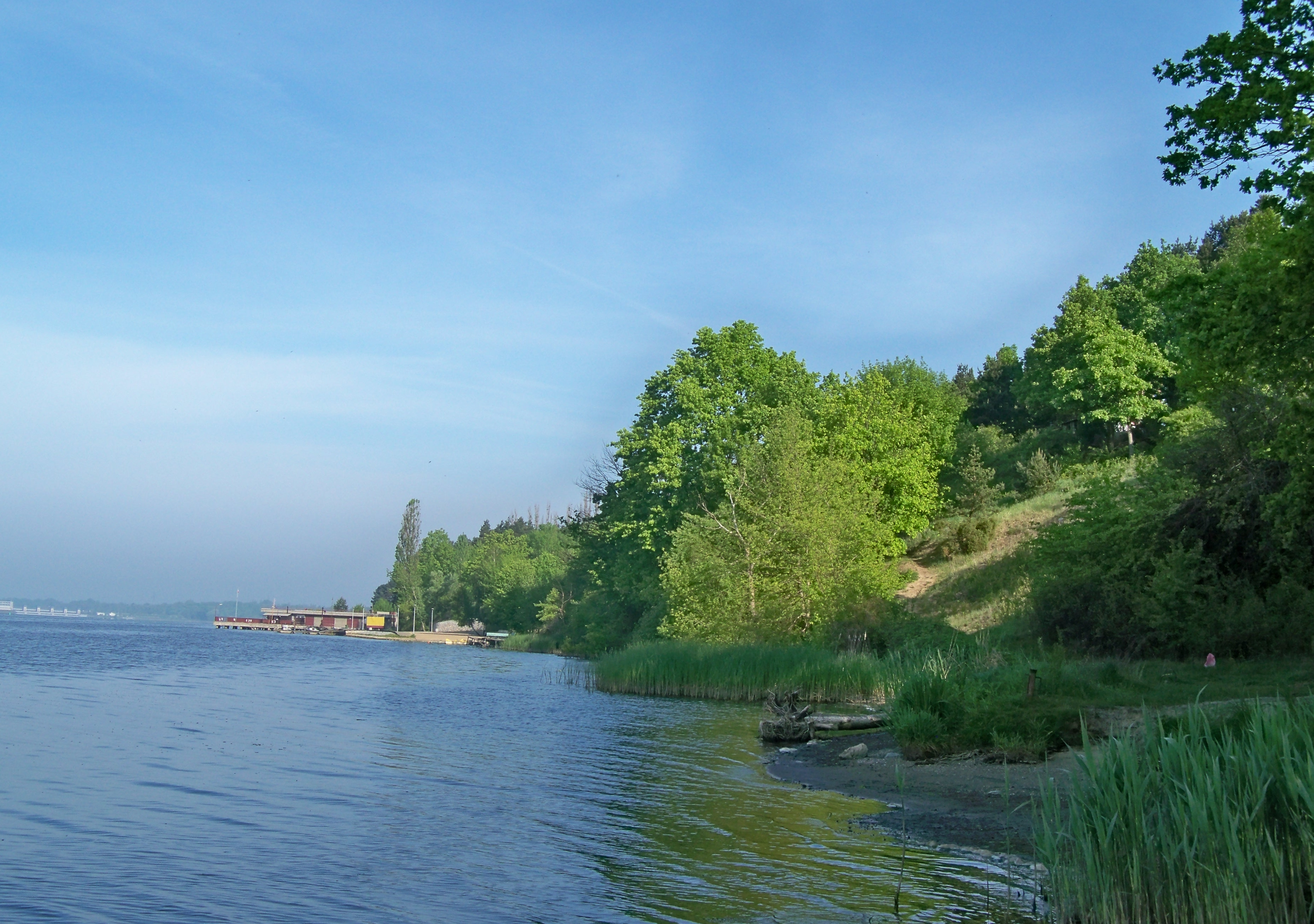
Der Zegrze-Stausee in Jachranka

Jachranka ist ein Dorf in Polen. Der Ort hatte 2021 (Volkszählung) 996 Einwohner. Jachranka liegt 30 km nördlich von Warschau in der Woiwodschaft Masowien. Die Ortschaft gehört zum Powiat Legionowski und der Stadt-und-Land-Gemeinde Serock. Dank der Lage am Zegrze-Stausee entwickelt sich Jachranka seit Jahren als Erholungsort.

## Name
Der Name stammt wahrscheinlich von den topografischen Merkmalen ⇒ Niechronka (ein Ort, der keinen militärischen Schutz bietet, ein Ort ohne Verteidigung).

## Ortsname

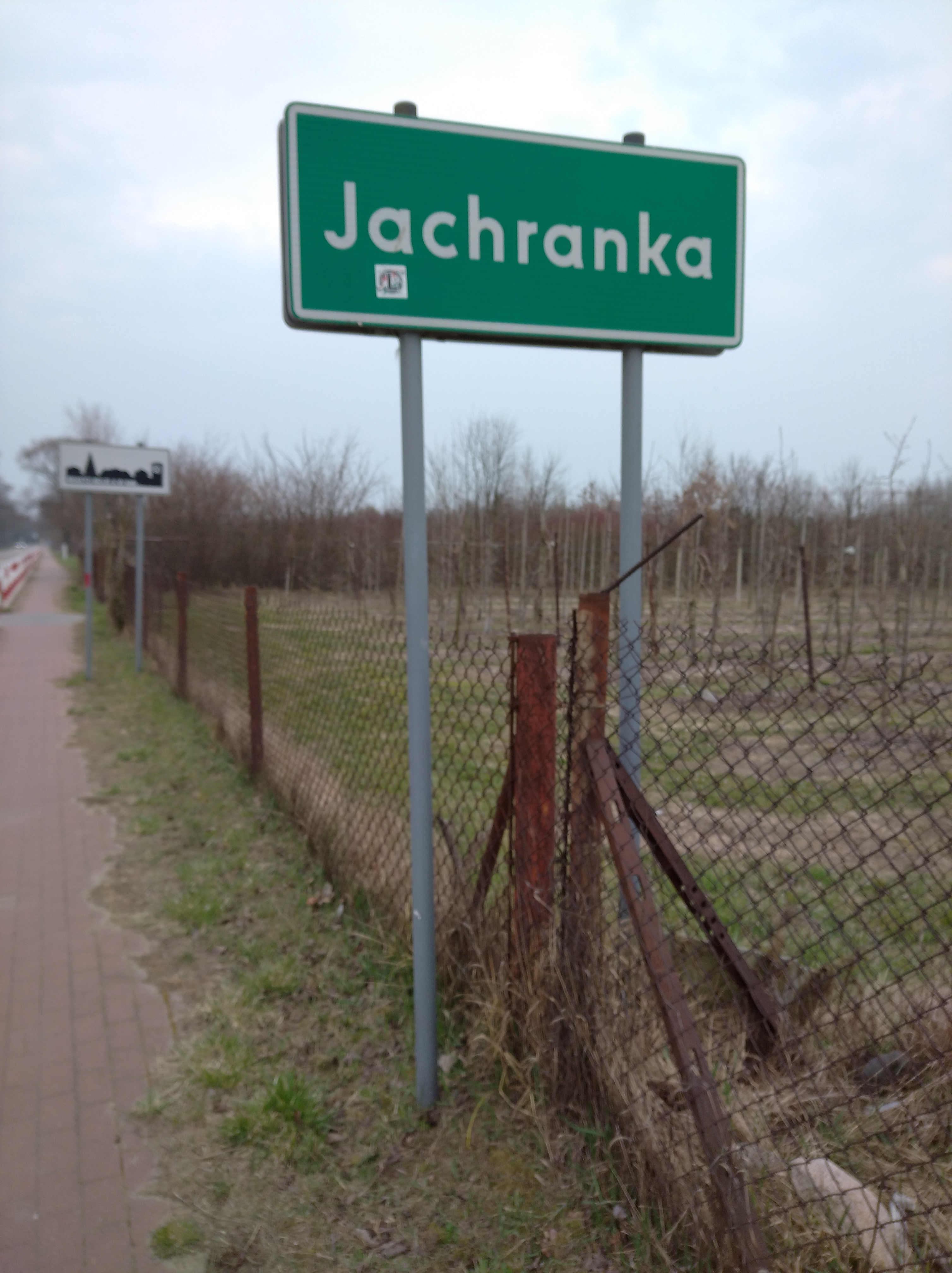
Jachranka

Der Ortsname entwickelte sich wie folgt:
| Jahr | Ortsname            |
| ---- | ------------------- |
| 1424 | De Niechronka       |
| 1425 | Nyechcenka          |
| 1466 | In campo Nyechronka |
| 1576 | Niechronka          |
| 1693 | Jachronka           |
| 1764 | Niechranka          |
| 1819 | Jachranka           |